# Enfer (bibliothèque)
Pour les articles homonymes, voir Enfer (homonymie).

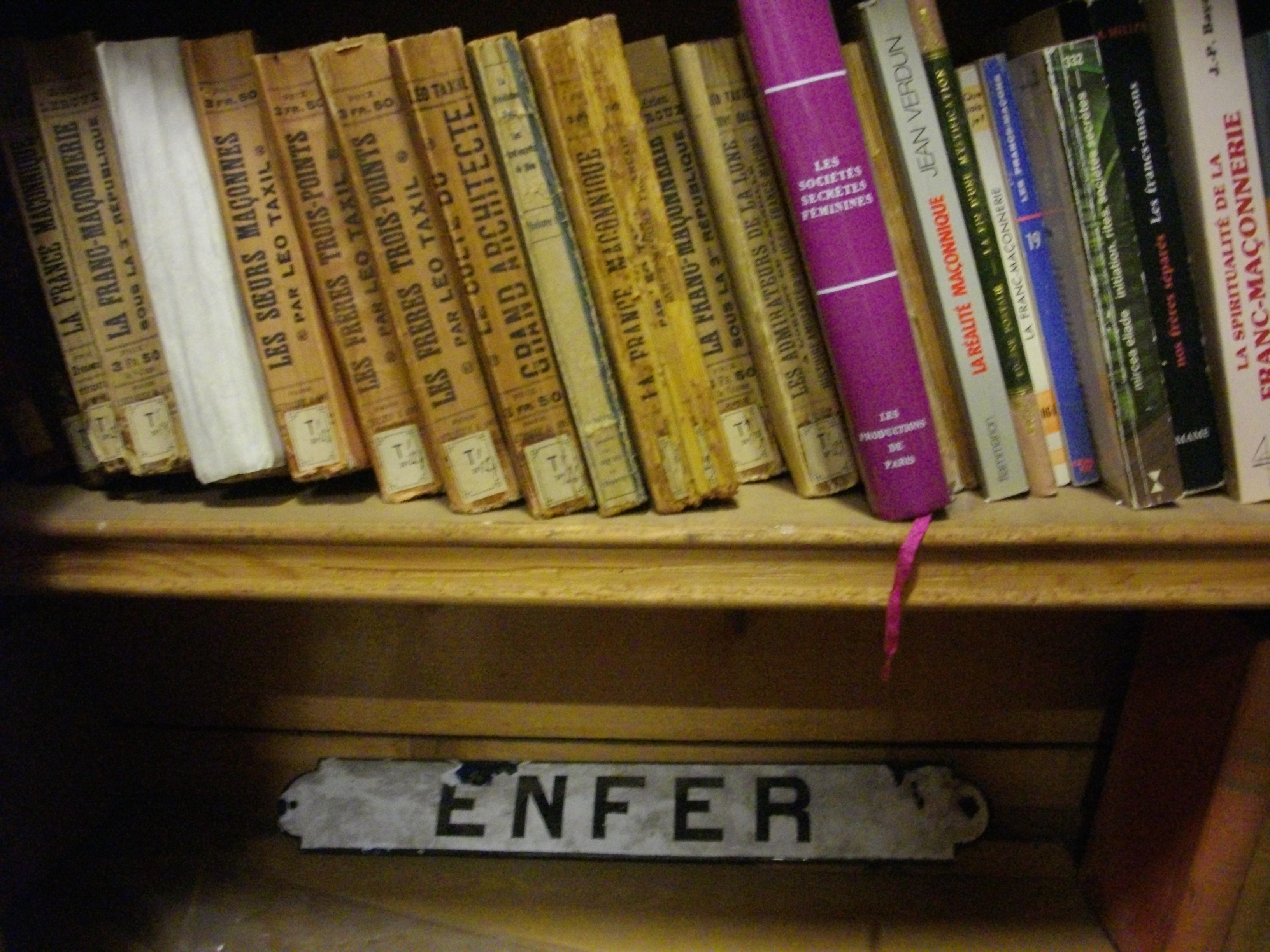
Ancien enfer de la bibliothèque diocésaine d'Orléans.

Le mot Enfer renvoie, par métonymie, à une section d'une bibliothèque où sont conservés divers livres dont la lecture est interdite au public. L'accès y est contrôlé et on ne peut y accéder sans avoir obtenu une autorisation des autorités religieuses ou civiles. La formation initiale des collections diffère selon les endroits et la gestion subséquente évolue selon divers critères religieux, moraux, sociaux ou politiques. Plusieurs de ces ouvrages sont jugés licencieux ou « contraires aux bonnes mœurs », c'est-à-dire, selon les époques, des livres à caractère érotique, pornographique, choquant, obscène, etc..
De nos jours, l'Enfer est une figure de style : sur le plan administratif, les livres conservés en bibliothèque ont pour fonction d'être, avant tout, mis à la disposition des publics. La restriction repose alors sur l'âge légal de la majorité et oppose bien souvent « public adulte averti » et « jeune public ».

## Symbolique
Le terme « Enfer » aurait été utilisé pour la première fois au XVIIe siècle, à Paris, pour désigner le grenier du couvent des Feuillants où étaient isolés des ouvrages hérétiques.
Dans la religion catholique de nombreuses actions peuvent souiller l'âme et il convient alors d'effectuer divers rituels de purification via, entre autres, le feu. Face à la « salissure que représente la lecture de livres au contenu jugé hérétique ou immoral », l'Église peut y répondre en brûlant « sur la place publique », les ouvrages « dangereux pour la foi et les mœurs ». Dans ce contexte, la bibliothèque « est considérée comme un monde clos où le pouvoir religieux seul peut décider de son contenu » et « son jugement est réputé infaillible ». Par conséquent, les « mauvais livres sont condamnés à brûler symboliquement », dans un endroit séparé du reste de la collection.

## Les premières indexations sous la tutelle de l'Église
On peut supposer que la conception de ces pièces réservées se fit vraisemblablement au sein des grands monastères du Moyen Âge à une époque où le christianisme, et ce dès 1275, fit peser une autorité considérable sur les lieux d'étude, présupposant l'hérésie ou le blasphème. La mise à l'index de tels objets par une autorité religieuse supérieure devint officielle au moment de l'Inquisition (vers 1475).
Voyant l’accroissement de l’imprimerie comme une menace et surtout pour se sauvegarder contre le protestantisme, l’Église sous le pontificat de Paul IV, s’empresse de cristalliser les pratiques de censure en publiant en 1559 une première édition d’index qui se nommera Librorum Prohibitorum. Celui-ci devint le premier index romain. Ce dernier recense déjà 1 000 condamnations visant plusieurs auteurs de l’Antiquité ainsi que des contemporains, tels Érasme et Machiavel. La Congrégation de l’Index (Sacra Congregatio Indicis), instituée en 1571 et placée sous l’autorité du pape, devient l’officine responsable du contrôle sur le contenu et l’application de l’Index.
Quelques années plus tard, en 1564, sera publiée une deuxième édition. Cette même année, les pratiques censoriales se structurent par des règles et punitions, soutenues par l’implantation de la Congrégation de l’Index qui assure un examen de tous les écrits produits. Le milieu de l’imprimerie sera notamment régulé par ce cadre rigoureux ne permettant de déroger aux règles et se placera sous haute surveillance. En 1596, une troisième édition d’index sera publiée. Par la suite, les publications officielles d’index se concluront en 1948 avec la dernière édition parue qui sera également la 32e édition, dans laquelle seront indexés environ 6 000 titres de livres. La censure exercée par l’Église et la mise à l’index des livres interdits se termineront aux commandes du pape Paul VI à la suite du deuxième concile du Vatican en 1966. Il est intéressant de noter que si bon nombre d'ouvrages ou d'objets furent détruits, il en fut mis de côté et par le fait, ils arrivèrent jusqu'à nous.

## Les cabinets de curiosité à la Renaissance
Avec la Renaissance, les princes et les grands bourgeois constituent leur cabinet de curiosités qui rassemble dans un esprit de collection teinté d'humanisme, des objets parfois hétéroclites. Peut-être en référence à cet esprit de curiosité, l'appellation curiosa vint qualifier plus tard « ces ouvrages dont on ne dit pas le nom et qui contiennent des écrits et des images jugés obscènes » et que l'on retrouvait proposés sous cette appellation dans des catalogues de libraires dès la fin du XVIIIe siècle.

## Les prémisses d'une classification
En France, l’arrivée du classement méthodique des livres imprimés arrive à la fin du XVIIe siècle. En 1702, le bibliothécaire Nicolas Clément catégorise les ouvrages à l’orthodoxie catholique avec la cote D, et les livres contraires à celle-ci avec la cote D2. Il associe la cote Y à la poésie, et la cote Y2 au roman. Par contre, à cette période, il est question « d’ouvrages licencieux » et non « d’Enfer ». C’est en 1844 que la mention « Enfer » fait son apparition, sous la cote Y2, lors de la réorganisation du catalogue par le bibliothécaire Paulin Richard.

## L'âge d'or de l'Enfer:XIXesiècle et débutXXe

### En France
Le XIXe siècle commença par une reprise en main par les institutions de la Librairie : Bonaparte, dès 1800, est en quelque sorte l'inventeur de l'Enfer français, quand il met sous contrôle l'ensemble des publications, sévissant alors tant sur le plan de la Morale (après la débauche révolutionnaire) que sur celui du politique.
Lors de la première moitié du XIXe siècle, qui est, pour Pascal Pia, « l'âge d'or de l'Enfer », le terme recouvre également l'idée d'un meuble du type armoire ou cabinet dans laquelle on enfermait ou cadenassait toutes les œuvres (livres, estampes, médailles, etc.) ou objets le plus souvent à caractère érotique et qui étaient interdits au grand public mais accessibles uniquement sur recommandation.
Contrairement à ce que l’on pourrait penser, les Enfers n'avaient pas pour seule vocation de cacher leurs collections à la vue de tous, mais aussi de les conserver comme héritage culturel. En effet, l’abbé Grégoire, membre de la Convention Nationale et commissaire délégué à l’Instruction publique écrivait en 1794 « ces ouvrages, si condamnables d’ailleurs, ont une autre sorte de mérite qui les rend précieux ; ils servent à l’histoire de l’humanité, des mœurs, des coutumes et des arts ». Au XXe siècle, et principalement dans les bibliothèques classées, la mise aux Enfers a aussi pour vocation de protéger les livres de belle facture puisque l’il a été établi que découper des représentations dans des livres érotiques était un usage des lecteurs.

#### L'Enfer de la Bibliothèque nationale
On date souvent la création de l’Enfer de la Bibliothèque nationale au Second Empire, sous l’autorité du Premier Consul. Toutefois, on retrouve la mention « Enfer » à côté de certains ouvrages cotés Y2 dans les catalogues datant de la Monarchie de Juillet. Jeanne Veyrin-Forrer parle d’une « genèse en paliers ».
Créé sur le modèle de l’Enfer de la Bibliothèque vaticane, l'Enfer de la bibliothèque nationale est défini comme le « recueil de tous les dévergondages luxurieux de la plume et du crayon » qui comprend des « livres d’une obscénité révoltante, ceux qu’il est défendu de communiquer sous quelques prétextes que ce puisse être » par le Grand Dictionnaire universel du XIXe s. de Larousse de 1877.
Dès 1900, Yve-Plessis entreprend le travail de catalogage de la collection. Celui-ci n’a pas pu terminer son travail, empêché par le conservateur de la Bibliothèque nationale. En 1919, ce sont Guillaume Apollinaire, Fernand Fleuret et Louis Perceau qui rédigent le premier catalogue de l’Enfer de la Bibliothèque nationale. Pascal Pia, lui-même auteur de nombreux curiosa, en termine le recensement complet en 1978.
Dans la préface de l’édition de 1970 de L’Enfer de la Bibliothèque nationale, Fleuret et Perceau le décrivent comme « une petite bibliothèque contenant environ neuf cents volumes, desquels une douzaine passent les bornes de l’extrême licence » et dont le reste de la collection regroupe « toutes choses, enfin, qu’un honnête homme peut posséder parmi ses collections, au su de son entourage, sans être taxé d’infamie ». La preuve en est, les doubles de certains de ces ouvrages, cotés différemment, étaient accessibles sans autorisation. En effet, des écrits somme toute innocents se retrouvaient en Enfer simplement en raison de leur titre provocateur. Inversement, des volumes dont le nom n’étaient pas suspicieux mais le contenu explicite n’ont pas été condamnés à l’Enfer par la justice. Ils s’y sont toutefois retrouvés grâce à l’œil aiguisé des bibliothécaires.

#### Les bibliothèques municipales
Au début du XXe siècle, les ligues de moralités jugent les esprits « trop fragiles pour résister à la suggestion sexuelle ». Ainsi, les bibliothèques municipales cherchent elles aussi à protéger leurs lecteurs des livres jugés immoraux en créant leur propre Enfer.
La loi du 16 juillet 1949 sur la protection de la jeunesse incite les bibliothécaires à inventer de nouvelles techniques pour guider les lecteurs ; principalement les mineurs, les femmes et les personnes issues des milieux populaires. Outre les Enfers, on verra apparaitre de nouveaux systèmes de marquage des ouvrages jugés licencieux. On ira jusqu’à empaqueter des volumes dans du cellophane pour en rendre l’accès plus difficile. Au-delà des ouvrages à caractère érotique, sont concernés des écrits mettant en danger l’ordre politique et religieux, contraire aux bonnes mœurs ou pouvant engendrer un scandale. Cela inclut par exemple des livres sur la contraception, l’avortement, l’homosexualité, les bandes dessinées, etc.
Par ailleurs, les lecteurs eux-mêmes participaient à l’élaboration de ces Enfers puisqu’ils pouvaient demander à y ajouter des ouvrages. Dans Censure et bibliothèques au XXe siècle, Marie Kuhlmann cite l’exemple d’un maire qui a fait retirer un ouvrage pour diffamation car un pharmacien de sa ville y était nommé comme collaborateur de la Seconde Guerre mondiale.

### En Angleterre
Depuis 1857, le British Museum regroupe des milliers d'ouvrages dans le Private Case. À la moitié du XXe siècle, seuls des chercheurs privilégiés ou ayant une justification de recherche avaient l’autorisation de consulter les Private Case. Le chercheur devait par contre mentionner le nom du document qu’il souhaitait consulter, alors qu’aucune entrée n’était effectuée dans le catalogue de la collection pour les Private Case. Les bibliographies faites par Alfred Rose et Gershon Legman étaient donc essentielles pour espérer pouvoir identifier le document en question. Après avoir reçu la confirmation que le document était bien conservé au British Museum, le chercheur devait présenter une justification.

### Aux États-Unis
Aux États-Unis, en 1881, le catalogueur de la Boston Public Library, James M. Hubbard, amorce un débat public sur la question de la circulation des livres de fiction dans les bibliothèques publiques à l’intérieur d’une série d’articles publiés par le Boston Sunday Herald. Il lance également une pétition pour modifier le processus d’acquisition de la bibliothèque. Il prône une censure stricte pour tous les documents aux idées pernicieuses et subversives. À la fin de 1881, Hubbard publie un pamphlet contenant les titres qu’il dénonce, et en janvier 1882, ils sont retirés des tablettes afin d’être examinés. Au début de 1882, le Board Examining Committee de la Boston Public Library recommanda dans son rapport de retirer la majorité des auteurs cités par Hubbard dans son pamphlet de 1881, et de les mettre dans l’endroit qui sera connu maintenant comme l’Enfer (Inferno). Au début du siècle suivant, l’Enfer de la Boston Public Library contenait 200 ouvrages identifiés avec 1 étoile (ceux qui ne peuvent sortir de la bibliothèque sauf sur permission spéciale) ou 2 étoiles (pour consultation sur place seulement). Parmi ces livres, on a recensé ceux de Zola, Ouida, Balzac, Boccaccio et plusieurs ouvrages médicaux.
Pendant la Première Guerre mondiale, les autorités américaines accentuent la censure, et celle-ci subsiste à la fin du conflit. Par contre, le langage des bibliothécaires concernant l’Enfer change, alors qu’il est maintenant question d’étagères sous autorisation (Permissions Shelf).

## La fin des Enfers auXXesiècle
L’Index du Vatican est supprimé en 1966 et la révolution sexuelle de 1968 rend les pratiques des Enfers rétrograde.

### En Angleterre
Fermé en 1967, le fonds du British Museum est transféré à la British Library en 1973, amputé de nombreux documents, victimes de destructions, par négligence ou volontaires : comprenant originellement 4 000 pièces, désormais environ 250, tous les documents sont affectés au département des livres rares et précieux (Rare Books & Manuscripts) et consultables sur simple demande.
À la bibliothèque Bodléienne, à Oxford, de tels ouvrages sont classés avec la cote « Φ » (Phi grec).

### En France
La collection de l’Enfer de la Bibliothèque nationale cesse de s’accroitre en 1972. Elle est alors constituée de 1 730 ouvrages. À la même période, les Enfers de bibliothèques municipales disparaissent et leur contenu, se retrouvant dans les catalogues des bibliothèques, sont consultables sur place. Certains Enfers sont tout de même conservés lorsqu’il s’agit de fonds anciens.
À partir des années 70-80, les bibliothécaires ne veulent plus se placer comme prescripteur et prônent le libre accès. Cependant, il reste des ouvrages à ne pas mettre entre les mains de tous. Ainsi, certains pratiquent l’autocensure dans leurs acquisitions et la pratique du prêt indirect se généralise. Celle-ci consistant à autoriser le prêt d’un ouvrage sans le mettre en libre accès, le lecteur doit rencontrer un membre du personnel et expliquer sa démarche pour acquérir l’ouvrage. Parmi eux on retrouve ceux qui font l’apologie du racisme, du fascisme, de la violence. À titre d'exemple, on citera Mein Kampf d’Adolph Hitler et Suicide, mode d’emploi de Claude Guillon et Yves Le Bonniee. Certaines bibliothèques se dotent aussi d’une section " études " qui permet de mettre des ouvrages sélectionnés à la seule disposition d’universitaires, d’enseignants, d’étudiants, d’érudits.

### Aux États-Unis
L’Enfer existe encore dans les années 1980, mais de façon inégale au sein des communautés. Par exemple, lors de la publication du livre Sex par Madonna, la San Diego Public Library, comme plusieurs autres, en a fait l’acquisition, mais l’a déposé dans l’Enfer. La Fort Wayne Public Library a pour sa part déposé ses deux copies dans la section des livres rares.

## Aujourd'hui
À l'heure actuelle, les Enfers bibliothécaires sont plutôt des purgatoires informels (la question reste : où ranger tel ou tel livre ?), n'ayant d'enfer que la cote dont les livres indexés dépendent et auquel correspond parfois un espace de rangement où ils sont regroupés, mais la plupart, à cause de leur rareté sont remisés dans une réserve dédiée aux livres rares et précieux. Certaines bibliothèques (notamment municipales) possèdent des espaces « réservés aux adultes ou aux publics avertis », mais plus personne ne qualifie vraiment ces endroits « d'enfer ». Par ailleurs, les objets, bien souvent, vont et viennent dans des expositions ouvertes à tous, sans compter leur numérisation qui permet de les visionner en ligne.
En Occident, et dans la plupart des pays développés, l'Enfer, qui constitue une forme de censure en bibliothèque, n'est plus de mise, sauf à certains niveaux de législature locale (ville, institution privée) : il existe un nombre infiniment réduit d'ouvrages totalement interdits de consultation, et ce, pour des raisons de conservation.

## L'Enfer de la bibliothèque du Séminaire de Québec
En 1663, le Séminaire de Québec est fondé par Mgr Francois de Laval. En 1678, une bibliothèque collective est établie à l'intérieur de ses murs pour les ecclésiastiques et séminaristes . Une grande quantité de documents est envoyée de Paris par le Séminaire des Missions étrangères de Paris . Les prêtres du Séminaire de Québec contribuent aussi à la collection de biens et de livres. À la suite de la conquête anglaise de 1763, la bibliothèque est démantelée en conséquence à la fermeture de l’école des Jésuites. Le père Jean-Joseph Casot contribue à agrandir encore la collection du séminaires avec des œuvres théologiques, philosophiques et scientifiques . En 1782, la collection, cataloguée par l’abbé Arnault-Germain Dudevant, recensera 2121 titres . À cette date, la bibliothèque du Séminaire sera la plus importante de la colonie .
En 1852, le Séminaire de Québec fonde l'Université Laval et les collections de la bibliothèque sont mises à la disposition de l'institution universitaire. C’est une collection de 15 000 livres qui devient accessible aux étudiants et aux visiteurs. En 1964, l’Université Laval déplacera son campus vers Sainte-Foy. Le contenu de la bibliothèque sera alors divisé . Seuls les ouvrages acquis avant 1920 resteront la propriété du Séminaire de Québec. Les autres documents déménageront sur le nouveau campus de l'Université Laval. Cette redistribution des ouvrages se déroule alors que la censure ecclésiastique est toujours une pratique courante. Ce contexte a permis la préservation d’une section dans la bibliothèque du Séminaire de Québec nommée « Enfer », où se trouve environ un millier de documents publiés entre le XVIe et le début du XXe siècle. L’Enfer du Séminaire de Québec contient les documents mis à l’index depuis 1678 . Un inventaire de l’Enfer dénombrait 603 titres. Ce sont des ouvrages hérétiques ou hétérodoxes, des ouvrages contre la religion, des écrits théologiques, des ouvrages contre la morale  ainsi que des ouvrages considérés comme obscènes qui se retrouve dans l’Enfer du séminaire de Québec. Le plus vieil ouvrage de cette bibliothèque date de 1660.
Jusqu'au Concile Vatican II, la collection située dans l'Enfer n'est accessible qu'à un nombre restreint d'individus. L'endroit est fermé à clé et les étudiants ou les professeurs qui veulent y accéder doivent demander une autorisation au recteur lui-même. Au Québec, jusque durant les années 1950, le pouvoir politique n’a jamais organisé de véritable institution censoriale : c’est plutôt l’Église catholique qui instaure ce cadre formel qui demeure en force jusqu’à la levée de l’Index en 1966 par le Concile Vatican II. La collection est aujourd'hui accessible au public et sa gestion a été confiée au Musée de la civilisation de Québec.

### Liste des ouvrages à l'Enfer du Séminaire du Québec selon Le catalogue de la bibliothèque de 1782[45]

#### Pratique des sacrements
- Directeur des confesseurs, en forme de catéchisme - M.B. Bertaut
- Essai sur l'excellence du saint ministère - Rocquet
- Office de la sainte messe
- Office de l'Eglise et de la Vierge

#### Livres spirituels
- Les Consolations de l'âme fidèle contre les frayeurs de la mort, avec les dispositions et préparations pour bien mourir (1651) - Charles Drelincourt

- Communion dévote - Jean LaPlacette
- Catéchisme par J.F. /Ostervald
- Catéchisme de Superville et de Derelinaus
- Règle de la discipline ecclésiastique, touchant l'estât et les 7 moeurs du clergé.
- Traité de la solide piété - Rocquet

- Traité sur la prière publique et pour offrir les ss. mystères
- Traité de la dévotion - Pierre Jurieu

#### Théologie
- Entretiens de Cléandre et d'Eudoxe - Louis de Montalte
- Accroissement des eaulx de Siloé pour esteindre le feu de purgatoire et noyer les satisfaction humaines et les indulgences papales - Pierre Dumoulin
- L'accord parfait de la nature, de la raison, de la révélation et de la politique ou traité dans lequel on établit que les voies de rigueur en matière de religion, blessent les droits de l'humanité et sont également contraires aux lumières de la raison, à la morale évangélique et au véritable intérêt de l'Etat - le Chevalier de Beaumont
- De la défense des droits de Dieu, où est disputé de l’empire sur les consciences appartenant au seul Créateur, et de l’honneur d’invocation, religion et adoration non communicable à aucun autre ; avec un traité de l’origine de l’invocation des hommes morts, et des moyens de l’introduction d’icelle entre les chrétiens, contre les inventions et les artifices des capucins de La Rochelle, Saumur (1634) - Guillaume Rivet
- Livres protestants sur la théologie - divers auteurs
- La vérité rendue sensible à tout le monde /ou, entretiens familiers d'un curé avec un marchand sur les contestations dont l'Église est agitée et en particulier sur la constitution Unigenitus - Dussaussoy

#### Ecriture sainte
- Bible protestante
- Bible anglaise
- Concorde évangélique
- L'Alcoran de Mahomet, première traduction et édition en langue française du Coran
- Livres de l'écriture sainte et de liturgie protestantes - divers auteurs
- Nouveau Testament

#### Sermons
- Sermons sur l'épître de Saint Jean - Metrizas
- Sermons sur divers textes de l'écriture sainte - Jacques Saurin
- Sermons de Saury et de Dumoulin
- Sermons de Mézeray

#### Histoire
- Abrégé de l'histoire du concile de Trente - Pierre Jurieu
- L'Espion dans les cours des princes chrétiens (1710) - Giovanni Paolo Marana

- L'Histoire des variations des Églises protestantes (1688) - Jacques-Bénigne Bossuet

- Histoire philosophique et politique des établissements et du commerce des Européens dans les deux Indes (1770) - Guillaume Raynal

- Problème historique: qui des Jésuites, ou de Luther et Calvin, ont le plus nui à l'Eglise chrétienne (1758) - Mesnier

#### Belles-lettres
- Dictionnaire philosophique (1764) - Voltaire
- Lettres, nouvelles, fables, contes et bons mots - M. Boursault
- Oeuvres diverses - Pierre Bayle
- Secrets de la nature
- Tableau de l'amour conjugal (1633-1698) - Nicolas Venette

## Autres exemples d'Enfers
- La Bibliothèque de l'Arsenal qui possédait une « réserve spéciale » ;
- La Bibliothèque municipale de Lisieux, supprimé en 1995[46] ;
- La Rossiiskaya Natsionalnaya Biblioteka de Saint-Pétersbourg[réf. nécessaire][47]
- La Bibliothèque apostolique vaticane : le catalogue de l'ancien Index librorum prohibitorum est consultable librement ;
- En Allemagne, la notion d'Enfer correspond depuis 1835 au Remota, c'est-à-dire au retrait, à la soustraction de l'objet de la vue du public, avec une connotation parfois politique et raciste, comme ce sera le cas sous le IIIe Reich ;
- Au musée archéologique national de Naples, il existe encore de nos jours un Inferno, pièce rassemblant des collections à caractère érotique, mais à présent ouverte aux publics avertis ;
- La bibliothèque du Congrès, à Washington, possède un classement identique, le « Δ » grec introduisant toutes les cotes d'ouvrages de ce type ;
- En Russie, depuis 1924, la Leninka (pour bibliothèque de Lénine) se constitue, entre autres, de 12 000 écrits séditieux, d’une partie de la bibliothèque des Romanov et de romans érotiques ;
- À la bibliothèque de Genève, il existait un Enfer pour les livres considérés comme moralement répréhensibles. Il a été démantelé en 2013[48].